# Wöllersdorf-Steinabrückl
Wöllersdorf-Steinabrückl osztrák mezőváros Alsó-Ausztria Bécsújhelyvidéki járásában. 2020 januárjában 4631 lakosa volt. 

## Elhelyezkedése

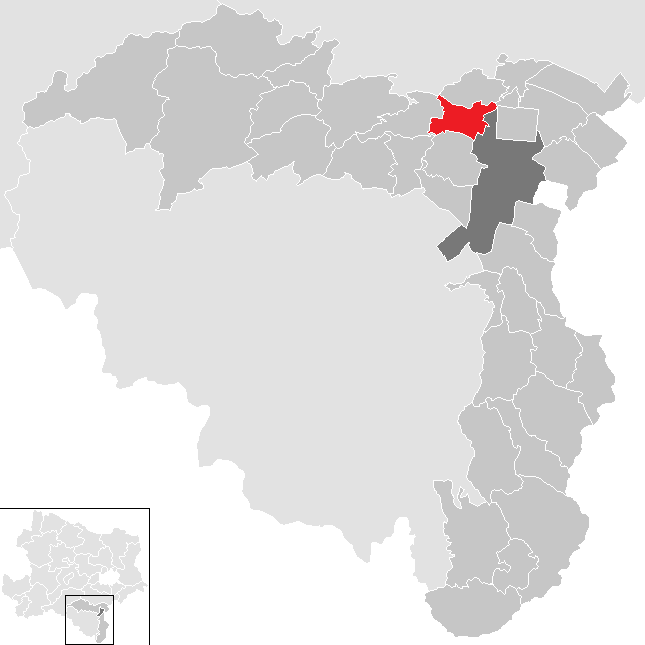
Wöllersdorf-Steinabrückl a Bécsújhelyvidéki járásban

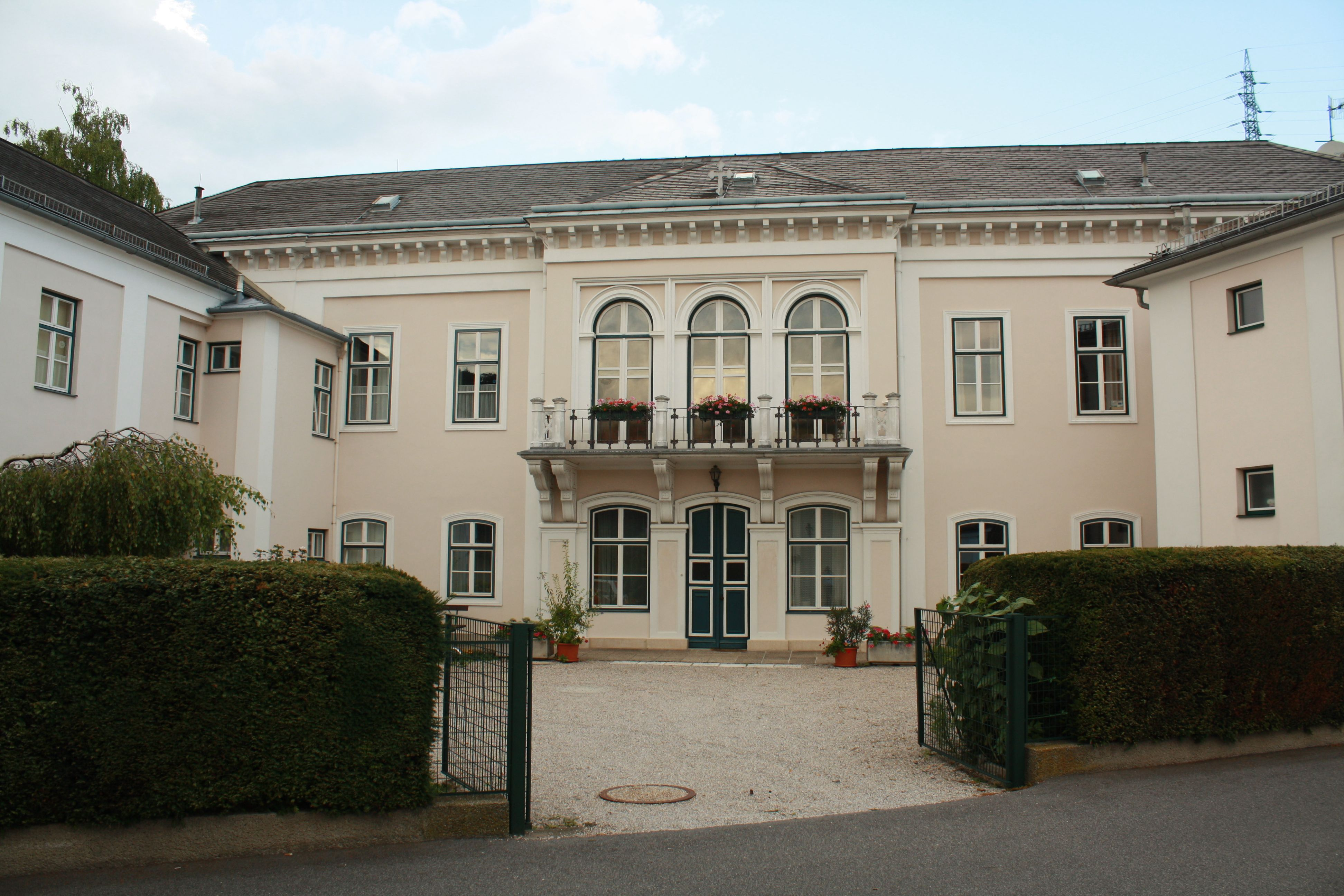
Az Immaculata-kolostor

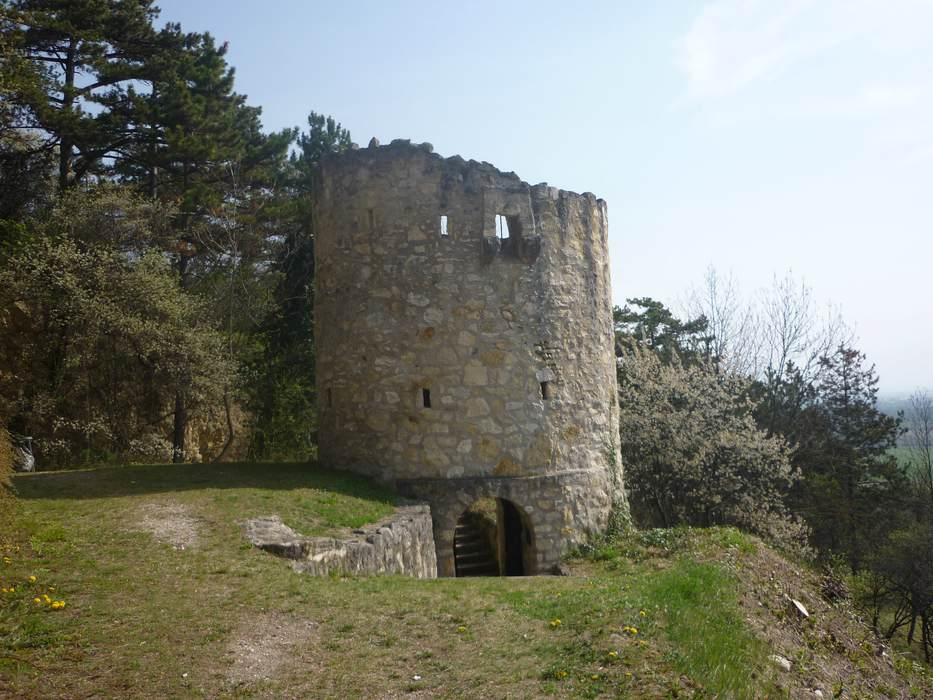
A Höhlturm

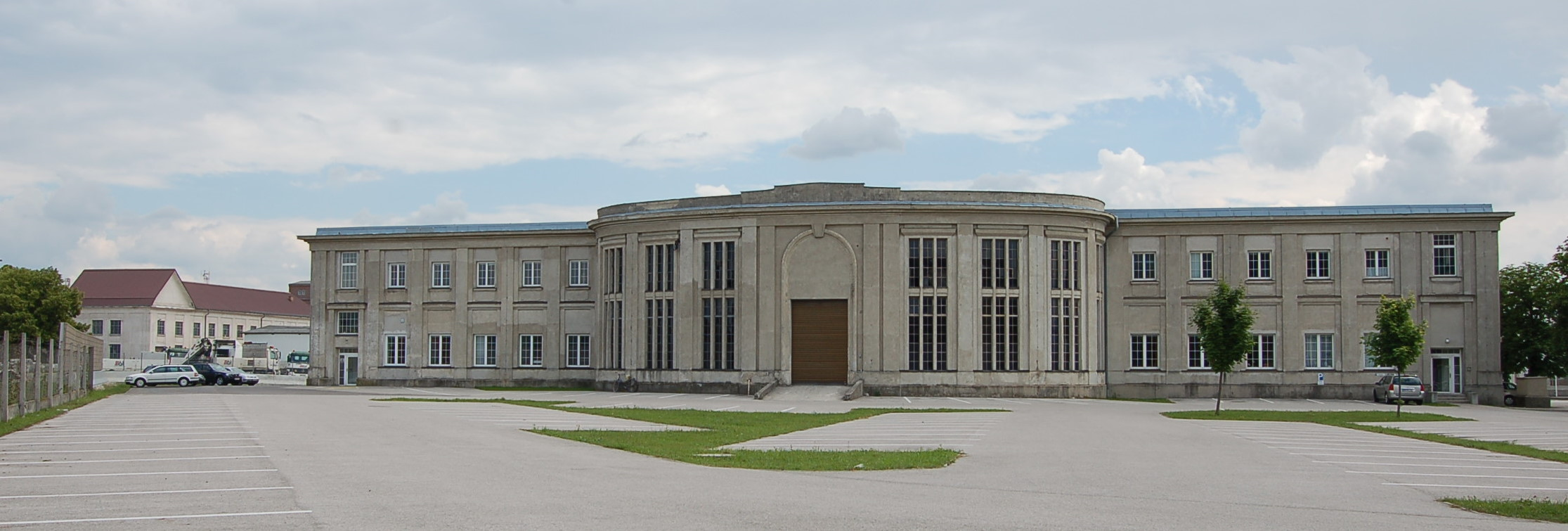
A volt lőszergyári központ

Wöllersdorf-Steinabrückl a tartomány Industrieviertel régiójában fekszik a Bécsi-medence délnyugati peremén, a Steinfeld-síkságon, a Piesting folyó mentén. Területének 41,7%-a erdő, 27,4% áll mezőgazdasági művelés alatt. Az önkormányzat két települést egyesít: Steinabrückl (2028 lakos 2020-ban) és Wöllersdorf (2603 lakos). A kataszteri közösségek Steinabrückl és Wöllersdorf.
A környező önkormányzatok: északra Matzendorf-Hölles, északkeletre Felixdorf, keletre Theresienfeld, délkeletre Bécsújhely, délre Bad Fischau-Brunn, délnyugatra Winzendorf-Muthmannsdorf, nyugatra Markt Piesting, északnyugatra Hernstein.

## Története
Wöllersdorf ("Welanstorf") először 1156-ban említik, Steinabrücklt pedig 1244-ben. 1800-ig a két falu Fischau, Hernstein, Enzersfeld uradalmaihoz, illetve Bécsújhely városához tartozott. 
1477-ben Mátyás magyar király hadai teljesen elpusztították Steinabrücklt, néhány évtizedre a térképekről is lekerült. 1529-ben Bécs első ostromakor a törökök fosztották ki a két falut. Az 1600-as évek elején Bocskai hajdúi, 1619-ben pedig Bethlen Gábor katonái dúlták fel a településeket. 1669-ben Wöllersdorf szinte teljesen leégett, 1680-ban pestisjárvány tört ki. Bécs második, 1683-as ostromakor a törökök mind a 33 házat felgyújtották, 60 lakos megöltek, 80-at elhurcoltak rabszolgának.  
1783-ban II. József egyházrendeletét követően Wöllersdorf önálló egyházközséggé alakult. A napóleoni háborúk alatt 1805-ben először a franciák, 1809-ben a szászok szállták meg a két falut. 1815-ben tűzijátékokat gyártó robbanóanyag- és rakétaüzem létesült. Az ún. "vízikaszárnyát" (Wasserkaserne) a munkások elszállásolására építették. Az 1848-as forradalmat követően eltörölték a feudális birtokrendszert és megalakultak a községi önkormányzatok. 1877-ben elkészült a Wöllersdorfot is érintő Leobersdorf-Gutenstein vasútvonal. 
A rakétagyárat az első világháború alatt a Monarchia legnagyobb lőszergyárává fejlesztették, több mint 30 ezren dolgoztak benne, többségükben nők. Három alkalommal is történt robbanás a gyárban, ezek közül az 1915-ösben több mint 500-an, az 1918-asban 423-an haltak meg. A harcokban 20 wöllersdorfi vesztette életét. A háború után a gyárat bezárták, helyén 1934-ben a szélsőjobboldali kormány börtönt létesített, ahová a politikai foglyokat zárták. Az Anschlusst követően a községet átnevezték Wöllersdorf-Trutzdorf-ra (1945-ben visszakapta korábbi nevét), a volt rakétagyár pedig a Luftwaffe ellátóbázisa lett; emiatt a második világháború végén többször bombázták a szövetségesek. A községet 1945 április 3-án szállták meg a szovjet csapatok, a harcokban több épület leégett és több helyi lakos meghalt. A megszállók fosztogattak és nőket erőszakoltak meg. A második világháborúban 78 wöllendorfi esett el. 1945 októberében a főteret visszanevezték Adolf Hitler-Platzról Hauptplatzra. 1956 őszén a Wasserkaserne magyar menekülteknek adott otthont. 
1972-ben az addig önálló Wöllersdorf és Steinabrückl községek egyesültek. Wöllersdorf-Steinabrückl 1988-ban mezővárosi rangot kapott. 

## Lakosság
A wöllersdorf-steinabrückli önkormányzat területén 2020 januárjában 4631 fő élt. A lakosságszám 1961 óta erőteljesen gyarapodó tendenciát mutat; azóta kb. duplájára duzzadt. 2018-ban az ittlakók 89,1%-a volt osztrák állampolgár; a külföldiek közül 2,3% a régi (2004 előtti), 5,2% az új EU-tagállamokból érkezett. 2,6% a volt Jugoszlávia (Szlovénia és Horvátország nélkül) vagy Törökország, 0,8% egyéb országok polgára volt. 2001-ben a lakosok 67%-a római katolikusnak, 5,8% evangélikusnak, 2,6% ortodoxnak, 3,5% mohamedánnak, 17,8% pedig felekezeten kívülinek vallotta magát. Ugyanekkor a legnagyobb nemzetiségi csoportot a németek (88,6%) mellett a törökök (2,8%), a szerbek (2,4%), a magyarok (1,8%, 68 fő) és a horvátok (1,1%) alkották. 
A népesség változása:

| 2016 | 4 288 |
| 2018 | 4 473 |

## Látnivalók

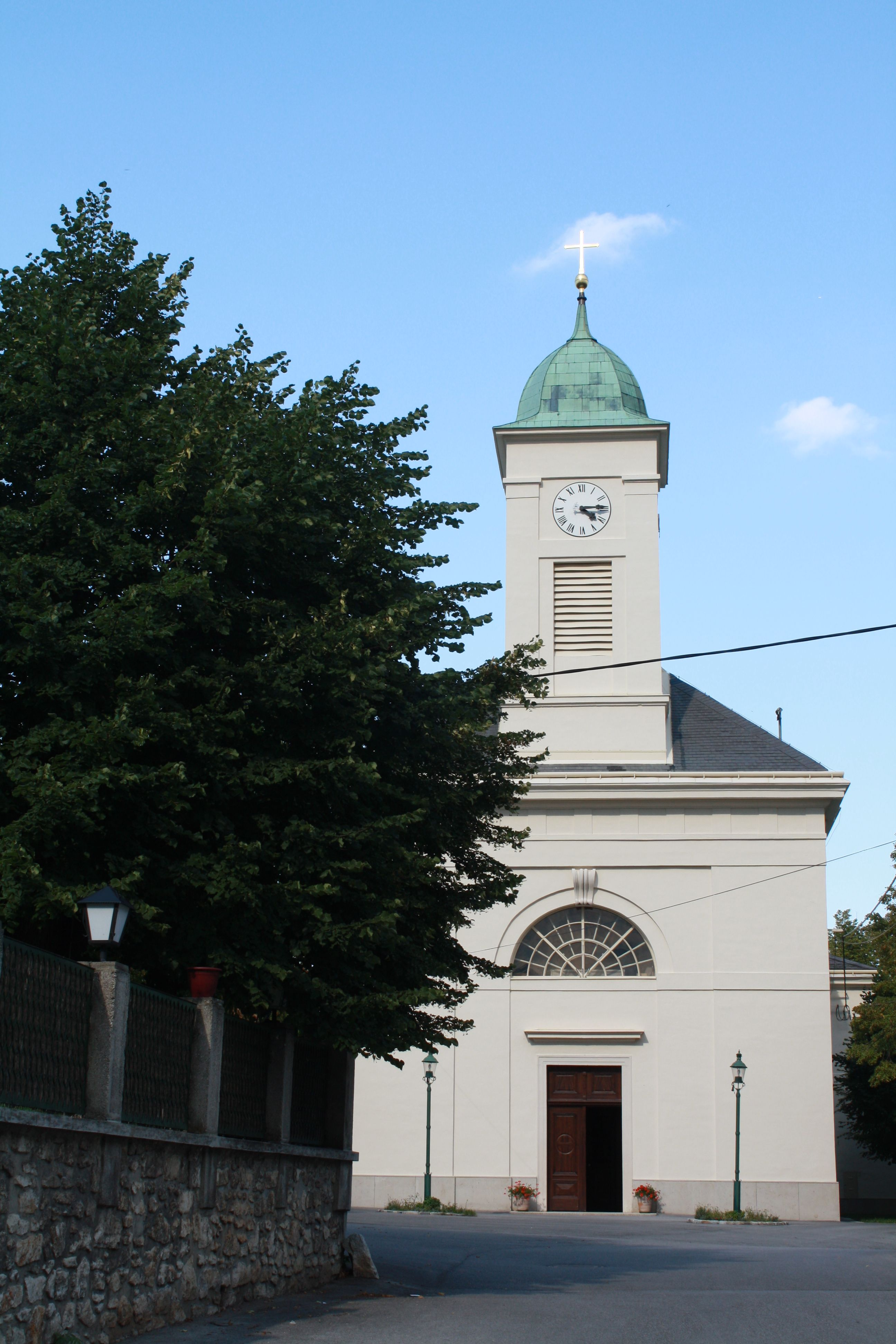
A steinabrückli Szeplőtelen fogantatás-templom

- az 1531-ben épített Höhlturm ("barlangtorony") romjai és mögötte a 180 méter hosszú Höhlturmhöhle barlang.
- a Szentlélek Szolgálói Missziós Nővérek kolostora (eredetileg kastély, 1924-ben adták át a rendnek)
- a wöllersdorfi kastély, ma könyvtár
- a wöllersdorfi Szt. György-plébániatemplom
- a steinabrückli Szeplőtelen fogantatás-plébániatemplom
- a volt lőszergyár központi épülete (ma a MABA Fertigteilindustrie tulajdona)
- a Tatra-autómúzeum

## Híres matzendorf-höllesiek
- Adrian Hoven (1922-1981), színész, filmrendező
- Jakob Rosenfeld (1903-1952), Mao Ce-tung egészségügyi minisztere Wöllersdorfban nőtt fel

## Fordítás
- Ez a szócikk részben vagy egészben  a   Wöllersdorf-Steinabrückl című német Wikipédia-szócikk ezen változatának fordításán alapul.  Az eredeti cikk szerkesztőit annak laptörténete sorolja fel. Ez a jelzés csupán a megfogalmazás eredetét és a szerzői jogokat jelzi, nem szolgál a cikkben szereplő információk forrásmegjelöléseként.